# Spraakafzien
Spraakafzien (in het normale spraakgebruik liplezen genoemd) is het aflezen van klanken van iemands mond gecombineerd met informatie uit non-verbale informatie zoals gezichtsuitdrukkingen en lichaamstaal.
Spraakafzien wordt vaak door doven gebruikt om te kunnen begrijpen wat mensen zeggen die geen gebarentaal beheersen. Ook slechthorenden gebruiken vaak spraakafzien om de hoorbare informatie die ze missen aan te vullen. 
Met spraakafzien is niet alles te verstaan wat iemand zegt. De letters a en o zijn duidelijk te zien aan de mondvorm, maar de letters k en g zitten achter in de keel en zijn niet af te lezen. Ook het verschil tussen de p, b, en m is niet te zien. Klassiek voorbeeld zijn de woorden paard, baard en maart; om te weten welke woord is gezegd, is de hele zin nodig. Dat betekent dus ook dat bij het spreken tegen iemand die spraakafzien gebruikt, spreken in telegramstijl uit den boze is, evenals te weinig of te veel articulatie.
Voor het leren van spraakafzien kunnen doven en/of slechthorenden na verwijzing van een arts terecht bij een logopedist. Het audiologisch centrum heeft adressen van logopedisten die ervaring hebben met het leren van spraakafzien. 
De ene persoon leert sneller spraakafzien dan de andere. Als men geleidelijk doof wordt, is men vaak al ingesteld op het mondbeeld. Maar de mate waarin men uiteindelijk leert spraakafzien, verschilt van persoon tot persoon. Omdat niet alle klanken afzonderlijk zichtbaar zijn, wordt gezegd dat maximaal 25% tot 30% van hetgeen gezegd wordt, af te lezen is.
Om optimaal rendement uit spraakafzien te halen is het aan te bevelen niet alleen op het mondbeeld te letten, maar ook op de mimiek van iemands gezicht, en op andere vormen van lichaamstaal zoals houding en de bewuste of onbewuste gebaren die iedereen in meer of mindere mate maakt tijdens het spreken.